# 世宗警察署
世宗警察署（セジョンけいさつしょ）は、世宗特別自治市の警察署である。ただし所管は忠清南道警察庁である。

## 管轄区域
- 世宗特別自治市

## 沿革
- 1945年10月21日- 鳥致院警察署として開署
- 2006年3月1日 - 燕岐警察署に改称
- 2012年7月1日 - 世宗特別自治市発足に伴い世宗警察署に改称。清州清南警察署から芙蓉派出所を移管。芙江派出所に改称。公州警察署から長岐治安センターを移管。将軍治安センターに改称。

## 管轄地区隊
- 鳥致院地区隊

## 管轄派出所
- 扞率派出所
- 錦南派出所
- 全義派出所
- 全東派出所
- 燕東派出所
- 芙江派出所

## 管轄治安センター
- 燕西治安センター
- 小井治安センター
- 将軍治安センター